# Taraba
Taraba è uno dei 36 stati della Nigeria, situato nelle regioni ad est della Nigeria, ai confini con il Camerun, con capitale Jalingo. Prende il nome dal fiume Taraba che attraversa lo Stato.
Taraba fu creato nel 1991 dalla scissione del vecchio Stato di Gongola dal governo militare del Generale Ibrahim Babangida. I fiumi principali sono il Benue, il Donga, il Taraba e l'Ibi che nascono tutti dalle montagne del Camerun e, attraversando da nord a sud l'intero Stato, confluiscono nel fiume Niger. La principale fonte di sostentamento per la popolazione è l'agricoltura, in special modo di caffè, tè e cotone. Il soprannome dello Stato, Nature's gift to the nation ("Dono della natura allo stato"), deriva dal grande numero di gruppi etnici presenti nella regione, come i Chamba, i Mumuye, i Mambila, i Wurkum, i Fulani, i Jukun, i Jenjo Kuteb, gli Ichen, e i Ndoro. Le religioni più praticate sono il cristianesimo e l'Islam, seguiti, in minor misura, dalle credenze tradizionali animiste.

## Suddivisioni
Lo stato di Taraba è suddiviso in sedici aree a governo locale (local government areas): 
- Ardo Kola
- Bali
- Donga
- Gashaka
- Gassol
- Ibi
- Jalingo
- Karim Lamido
- Kurmi
- Lau
- Sardauna
- Takum
- Ussa
- Wukari
- Yorro
- Zing